# Crasville (Eure)
Crasville é uma comuna francesa na região administrativa da Normandia, no departamento de Eure. Estende-se por uma área de 2,43 km². Em 2010 a comuna tinha 128 habitantes (densidade: 52,7 hab./km²).